# Timpson
Timpson és una població dels Estats Units a l'estat de Texas. Segons el cens del 2000 tenia 1.094 habitants.

## Demografia
Segons el cens del 2000, Timpson tenia 1.094 habitants, 456 habitatges, i 269 famílies. La densitat de població era de 169 habitants per km².
Dels 456 habitatges en un 27,2% hi vivien nens de menys de 18 anys, en un 38,6% hi vivien parelles casades, en un 16,9% dones solteres, i en un 40,8% no eren unitats familiars. En el 36,6% dels habitatges hi vivien persones soles el 24,8% de les quals corresponia a persones de 65 anys o més que vivien soles. El nombre mitjà de persones vivint en cada habitatge era de 2,4 i el nombre mitjà de persones que vivien en cada família era de 3,18.
Per edats la població es repartia de la següent manera: un 29,1% tenia menys de 18 anys, un 8% entre 18 i 24, un 22,5% entre 25 i 44, un 18,3% de 45 a 60 i un 22,2% 65 anys o més.
L'edat mediana era de 37 anys. Per cada 100 dones de 18 o més anys hi havia 71,3 homes.
La renda mediana per habitatge era de 17.500 $ i la renda mediana per família de 24.271 $. Els homes tenien una renda mediana de 21.765 $ mentre que les dones 19.000 $. La renda per capita de la població era d'11.734 $. Aproximadament el 25,5% de les famílies i el 32,4% de la població estaven per davall del llindar de pobresa.

## Poblacions més properes
El següent diagrama mostra les poblacions més properes.